# Hypogastrura albamaculata
Hypogastrura albamaculata är en urinsektsart som beskrevs av Scott 1960. Hypogastrura albamaculata ingår i släktet Hypogastrura och familjen Hypogastruridae. Inga underarter finns listade i Catalogue of Life.